# Казахская государственная филармония

Здание филармонии

Казахская государственная академическая филармония имени Жамбыла была образована постановлением Совета народных комиссаров Казахской ССР от 14 января 1935 года. Первоначально организованная казахским музыковедом, академиком Ахметом Жубановым, как краевая художественно-концертная организация. В 1938 году ему было присвоено имя Жамбыла Жабаева.

## История и организационная структура
Первоначально в состав филармонии входил ансамбль домбристов из 14 музыкантов, затем оркестр народных инструментов (с 1944 года присвоено имя Курмангазы Сагырбайулы), национальный хор (в 1939 году преобразован в Государственную хоровую капеллу), струнный квартет, казахско-русский ансамбль песни и танца «Жетысу».
В 1939 году под руководством М. М. Иванова-Соколовского и Л. М. Шаргородского организован симфонический оркестр.
Вклад в развитие филармонии внесли Дина Нурпеисова, Амре Кашаубаев, Жаппас Каламбаев, Малик Жаппасбаев, Жусупбек Елебеков, Косымжан Бабаков, Манарбек Ержанов, Шара Жиенкулова, Нурсулу Тапалова, Тулегенова Бибигуль, Нургали Нусипжанов и др.
В 1970—1980-х годах на сцене Казахской филармонии выступали Гульжамиля Кадырбекова, Жания Аубакирова, Айман Мусаходжаева, Гаухар Мурзабекова, Галина Молдакаримова и др.
Лауреат Всесоюзных конкурсов Государственная хоровая капелла вошла в состав филармонии в 1935 году, представляя вначале небольшой смешанный хор, которым руководил композитор Дмитрий Мацуцин, и уже в 1936 году в Москве хор успешно отрывал декаду казахстанского искусства. В феврале 1939 года Постановлением Правительства КазССР хор филармонии был преобразован в Государственную хоровую капеллу.
Государственный академический симфонический оркестр прошел большой и сложный творческий путь. В 1958 году он вошел в состав филармоний и стал приобщать тысячи людей к живому звучанию симфонической музыки в ее самых высоких образцах.
В 1982 году по инициативе народного артиста Казахстана и СССР, лауреата Государственной премии, Халық қаһарманы, кюйши-композитора, дирижера Тлендиева Нургисы Атабаевича был создан фольклорно-этнографический оркестр «Отырар сазы». В 1999 году оркестру было присвоено имя Н. Тлендиева, а в 2000 году он получил «Академический» статус.
Первый состав струнного квартета был создан в 1988 г. в Республиканской музыкальной школе имени Ахмета Жубанова. В сегодняшнем составе квартета играет уже четвертое поколение музыкантов. Основателем творческого коллектива является его художественный руководитель, лауреат республиканских и международных конкурсов, замечательный виолончелист Ернар Мынтаев.
21 сентября 1990 года под руководством Каната Ахметова был создан Государственный духовой оркестр Республики Казахстан. Дирижеры: Ахметов Канат Мугинович - Заслуженный деятель Казахстана, кавалер ордена "Құрмет", Беляков Александр Викторович - Заслуженный деятель Казахстана, кавалер ордена "Құрмет", и Жанат Абилкасымов.
Квинтет деревянных духовых инструментов был организован в 1997 году заслуженным деятелем Казахстана, лауреатом международных конкурсов, выпускником Европейской академии музыки имени В.А.Моцарта Жанатом Ермановым. Успешная концертная деятельность коллектива была высоко оценена, и в 2004 году квинтет вошел в состав Казахской Государственной академической филармонии имени Жамбыла.
В 2024 году при поддержке Министерства культуры и информации РК в Казахской государственной академической филармонии имени Жамбыла был создан Государственный квинтет классических гитаристов.
6 декабря 2023 года постановлением Правительства Республики Казахстан № 1085 Казахская государственная филармония имени Жамбыла получила статус «Академический». В настоящее время в составе филармонии 7 коллективов и солисты:
- Академический фольклорно-этнографический оркестр «Отырар сазы» им. Н. Тлендиева;
- Государственная хоровая капелла им. Б. Байкадамова;
- Государственный академический симфонический оркестр Республики Казахстан имени Т. Абдрашева;
- Государственный духовой оркестр Республики Казахстан;
- Государственный квинтет деревянных духовых инструментов;
- Государственный струнный квартет имени Г. Жубановой;
- Государственный квинтет классических гитаристов.

Казахская государственная академическая филармония имени Жамбыла ежегодно проводит Республиканский фестиваль «Өнеріміз саған — Қазақстан», Республиканский конкурс исполнителей традиционной песни им. А. Кашаубаева, Республиканский конкурс дирижёров им. Н. Тлендиева, Международную академию духовых инструментов, фестиваль-концерт детско-юношеских хоров «Гул Алматы - Flower city», проводит годовой цикл абонементных и детских абонементных концертов, музыкальные концерты национальной и симфонической музыки, лекции и других мероприятия.

## Здание филармонии
Здание филармонии было построено в 1933—1936 годах как Дворец культуры ленинградскими архитекторами Д. Фоминым, Е. Цейтлином, конструктором В. Райляном. В работе над проектом приняли участие художники Е. Сидоркин и О. Богомолов. До настоящего времени из внешнего оформления дошли два маскарона льва работы Ивана Вахека. Вплоть до возведения Дворца спорта  50-летия Октября в 1967 году здание оставалось крупнейшей концертной площадкой республики.
В годы Великой Отечественной войны здесь размещалась Центральная объединённая киностудия (ЦОКС), объединившая ведущие киностудии страны, где работали выдающиеся кинематографисты: С. Эйзенштейн, братья Васильевы, Н. Черкасов, Б. Бабочкин, М. Бернес, И. Пырьев, М. Жаров, Г. Козинцев, В. Марецкая и другие. Были сняты в том числе кинофильмы «Два бойца», «Иван Грозный».
В 1983—1985 годах проведена реконструкция по проекту архитекторов Ю. Ратушного, Т. Ералиева, О. Балыкбаева, конструктора Ж. Сыздыкова, после которой здесь обосновался «Казахконцерт». Зрительный зал, украшенный портретной галереей основоположников казахской музыки, отличается особой акустикой.
По состоянию на 2024 год здание занимает Казахская государственная академическая филармония имени Жамбыла.

### Архитектура
Здание представляет собой памятник архитектуры 30-х годов XX века, построенный в стилевых характеристиках «упрощённой классики». Здание театра построено в переходных от классицизма к функционализму тенденциях. Трёхэтажный, прямоугольный в плане объём здания на стилобате ориентирован главным фасадом на запад. Главный вход, расположенный по центральной оси памятника архитектуры, акцентирован глубокой лоджией в виде стилизованного портика. Фронтон здания орнаментирован рельефным панно на тему казахского музыкального фольклора. Фундамент сооружения бутовый, стены представляют собой железобетонный каркас с кирпичным заполнением. Планировочная система здания — последовательно расположенные по центральной оси помещения.

### Статус памятника
26 января 1984 года было принято Решение исполнительного комитета Алма-Атинского городского Совета народных депутатов № 2/35 «О памятниках истории и культуры Алма-Аты местного значения», в котором было указано здание Казахконцерта. Решением предусматривалось оформить охранное обязательство и разработать проекты реставрации памятников.
10 ноября 2010 года был утверждён новый Государственный список памятников истории и культуры местного значения города Алматы, одновременно с которым все предыдущие решения по этому поводу были признаны утратившими силу. В этом Постановлении был сохранён статус памятника местного значения здания филармонии. Границы охранных зон были утверждены в 2014 году.